# Treasure of the Caribbean
Treasure of the Caribbean est un jeu vidéo de jeu de réflexion de type puzzle, développé par Le Cortex sur un game design de Face en 1994 sur Neo-Geo, mais ce jeu n'a jamais passé le cap des locations et n'a pas été licencié par SNK. C'est seulement en 2012 que l'entreprise Neo Conception International rachète les droits et publie le titre sur Neo-Geo MVS, Neo-Geo AES et Neo-Geo CD (il conserve son numéro de l'époque, NGM 072),.